# Величко, Андрей Алексеевич
Андре́й Алексе́евич Вели́чко (27 июня 1931, Ростов-на-Дону — 11 ноября 2015, Москва) — советский и российский учёный-географ, создатель научной школы — эволюционной географии (часть палеогеографии), лауреат Нобелевской премии Мира 2007 года в составе МГЭИК, один из самых цитируемых российских учёных-географов и ведущих исследователей палеогеографии четвертичного периода в мире.

## Биография
Родился 27 июня 1931 года в городе Ростов-на-Дону.
В 1953 году закончил географический факультет МГУ (кафедра геоморфологии).
С 1953 года работал в Институте географии АН СССР, где организовал и заведовал отделом палеогеографии, с 1991 года — лаборатория эволюционной географии Института географии РАН.
Был одним из организаторов XXIII Международного географического конгресса (1976 год) в Москве.
Член редколлегий журналов: Природа; Известия РАН. Серия географическая; Quaternary International; L’anthropologie; Quaternary Research.
Автор концепции этапов развития природной среды в четвертичном периоде. Создатель научной школы — эволюционной географии (на основе анализа современного состояния природной среды и прогноз закономерностей взаимодействия природной среды и человека). Научная деятельность А. А. Величко была связана с решением различных проблем палеогеографии позднего кайнозоя — от стратиграфии перигляциальной и ледниковой зон Северной Евразии до реконструкции ландшафтов земной поверхности и их взаимодействии с первобытным человеком. Принимал участие в раскопках стоянок Костёнки в Воронежской области. Имеет множество учеников, из которых 30 стали кандидатами и докторами наук.
Участие в научных проектах:
- РФФИ — динамика изменений климата под влиянием естественных и антропогенных факторов;
- РГО научный руководитель российско-китайской экспедиции 2014 года по Центральной Азии и Китаю, связанной с 120-летней годовщиной путешествия В. А. Обручева;
- Российский научный фонд — изменение экосистем Приазовья в прошлом (плейстоцен-голоцен)
- Принимал участие в выпуске атласа-монографии «Первоначальное заселение Арктики человеком в условиях меняющейся природной среды» (грант РГО).

Скончался 11 ноября 2015 года в Москве.

## Награды
- 1987 — Премия имени А. П. Виноградова (совместно с И. П. Герасимовым, за 1987 год) — за атлас-монографию «Палеогеграфия Европы за последние сто тысяч лет»
- 1997 — Премия имени А. А. Григорьева — за серию работ по эволюционной географии
- 1999 — Заслуженный деятель науки Российской Федерации
- 2007 — Лауреат Нобелевской премии мира 2007 года в составе Межправительственной группы экспертов по изменению климата (МГЭИК, International Gavermantal Panel on Climate Change — IPCC)
- 2014 — Большая золотая медаль за ученые труды от РГО — за выдающийся вклад в развитие отечественной географии[5]
- [когда?] — Золотая медаль имени Ф. П. Литке РГО
- [когда?] — Орден «Знак Почёта»

## Членство в организациях
- Член Российской академии естественных наук (2012).
- Член Краковской Академии наук и литературы (Польша).
- Почетный член географических обществ России, Бельгии и Венгрии.
- Организатор и руководитель комиссии «Эволюция окружающей среды» Международного географического союза (2004—2012)
- Почётный член Международный союз по изучению четвертичного периода (INQUA), вице-президент (1991—1995), Председатель комиссии по палеогеографическим атласам INQUA (1982—1998).
- Заместитель председателя Комиссии по изучению четвертичного периода.

## Публикации
Автор более 500 статей и монографий, среди них:
- Величко А. А., Писарева В. В., Седов С. Н., Синицын А. А., Тимирева С. Н. 2009. Палеогеография стоянки Костенки-14 (Маркина Гора) // Археология, этнография и антропология Евразии. 4 (40). C. 35-50
- Velichko A.A., Drenova A.N., Klimanov V.A., Kremenetski K.V., Nechaev V.P., Catto N. 2002. Climate changes in east Europe and Siberia at the late Glacial-Holocene transition // Quaternary International. Vol. 91. № 1. pp. 75–99.
- MacDonald G.M., Velichko A.A., Kremenetski C.V. et al. 2000. Holocene treeline history and climate change across Northern Eurasia // Quaternary Research. Vol. 53. № 3. pp. 302–311.
- Величко А. А. 1999. Общие особенности изменений ландшафтов и климата Северной Евразии в кайнозое // Изменение климата и ландшафтов за последние 65 миллионов лет (кайнозой: от палеоцена до голоцена). Под ред. проф. А. А. Величко. М.: ГЕОС. С. 219—233.
- Величко А. А. 1999. Основные закономерности эволюции ландшафтов и климата в кайнозое // Изменение климата и ландшафтов за последние 65 миллионов лет (кайнозой: от палеоцена до голоцена). Под ред. проф. А. А. Величко. М.: ГЕОС. С. 234—240.
- Velichko A., Kononov Yu., Faustova M. 1997. The last glaciation of earth: size and volume of ice-sheets // Quaternary International. Vol. 41-42. Pp. 43.
- Velichko A.A., Borisova O.K., Gurtovaya Ye.Ye., Zelikson E.M. 1991. Climatic rhythm of the last interglacial in northern Eurasia // Quaternary International. Vol. 10-12. Pp. 191.
- Величко А. А. Природный процесс в плейстоцене. — М.: Наука, 1973. — 256 с.
- Марков К. К., Величко А. А. Четвертичный период (ледниковый период — антропогеновый период). — М.: Недра, 1967. — Т. 3: Материки и океаны. — 440 с.
- Величко А. А. Геологический возраст верхнего палеолита центральных районов Русской равнины. — М.: Изд-во АН СССР, 1961. — 226 с.